# Démétrios Cantacuzène
Démétrios Ier Cantacuzène, en grec Dimítrios I Kantakouzinós (Δημήτριος Α' Καντακουζηνός ; 1343-1383), est despote de Morée en 1383. Membre de la famille impériale byzantine des Cantacuzène, il est le petit-fils de l'empereur Jean VI Cantacuzène, et le fils de Mathieu Cantacuzène, lui-même empereur avant de devenir despote de Morée.
En 1379, le despotat de Morée, gouverné par Mathieu, tombe dans le giron des Paléologue en même temps que leur retour sur le trône impérial après presque trois ans d'absence de Jean V. Si Mathieu ne s'oppose pas au fait de laisser sa place à Théodore Paléologue, Démétrios, qui espérait hériter de la province, s'y oppose. Avec l'appui de la noblesse locale mais aussi de pirates turcs, il soulève le Péloponnèse, qu'il dirige presque entièrement, lors de l'arrivée de Théodore dans la province en décembre 1382. À la mort subite de Démétrios vers la fin de 1383 ou au début de 1384, la révolte prend fin et permet à Théodore de prendre le titre de despote.
Le règne de Démétrios Cantacuzène fut de très courte durée. Despote de Morée au cours de l'année 1383, il fut rapidement remplacé par Théodore Ier Paléologue, qui calma les ambitions d'indépendance dans la région. Démétrios Cantacuzène n'a laissé que très peu de marques sur l’histoire, il est donc difficile de reconstruire la trame de son règne. C’est dans cette optique que cet article vise à établir un contexte concret dans lequel il est possible de placer le règne de Démétrios Cantacuzène dans l’histoire de l’Empire byzantin. Son règne en tant que despote se plaça dans une période d’instabilité de l’empire face à d’importantes puissances étrangères, qui s’immiscèrent dans les affaires byzantines afin d’en tirer profit. Au niveau du Péloponnèse, le despotat de Morée fut en contact avec la culture hellène de la région. Ceci affecta le développement du despotat ainsi que ses relations avec Constantinople.

## L'Empire byzantin et les forces étrangères
Les guerres dynastiques byzantines mirent le despotat de Morée dans une situation bien précaire. En effet, les conflits entre la famille des Cantacuzènes et des Paléologues créèrent une opportunité pour les forces étrangères, extérieures à l'empire, de prendre le contrôle de ses possessions. Tel fut le cas du Péloponnèse, tout particulièrement du despotat de Morée. La mort de l'empereur Andronic III en 1341 marqua un point décisif dans l'implication des forces extérieures dans les guerres dynastiques byzantines. Sa mort causa une guerre civile entre sa femme, Anne de Savoie, agissant au nom de son fils Jean V, et Jean Cantacuzène afin de déterminer qui allait lui succéder. Les partis ressortis vainqueurs de cette guerre furent les Serbes, qui prirent la Macédoine et le Péloponnèse, ainsi que les forces turques d'Umur d'Aydin et d'Orchan qui s'accoutumèrent aux routes de la Thrace et de la Macédoine. Une suite de désastres sous le règne de Jean VI Cantacuzène ne fit qu'aggraver la situation de l'empire en Grèce : la peste toucha l'empire et celle-ci fut impliqué dans la rivalité entre Venise et Gêne. Un des échecs les plus marquants de Jean VI fut de ne pas réussir à reconstruire la flotte byzantine qui aurait assuré l'indépendance de son empire sur le plan international. C'est en 1354 que Jean VI perdit définitivement l'appui de la population à la suite de l'alliance établie avec l'Empire ottoman : cette ultime décision le mena à abdiquer. Il semble donc que l'empire se trouva dans une situation fort désavantageuse sur le plan international. L'intérêt turc pour l'Empire byzantin sembla bien présent. Le sultan Murad Ier utilisa les guerres internes byzantines à son avantage lors de ses campagnes militaires : la famille des Paléologues devint graduellement ses vassaux afin d'éviter la conquête totale. Ceci permit aussi au sultan d'avoir un meilleur contrôle sur les querelles byzantines. Il appuya le règne de Jean V afin de s'opposer à la révolte de leurs fils respectif, Savci Beg et Andronic IV. Trois ans plus tard, le sultan ottoman changea de camp et assista Andronic IV contre son père et Manuel II en échange du territoire de Kallipolis. En 1379, Murad Ier aida à nouveau Jean V, cette fois-ci accompagné de son fils Manuel II. Aucune source ne peut venir confirmer cette troisième et dernière assistance de la part du sultan : il est possible que de plus grands tributs fussent obtenus de cette aide. L'implication de Murad Ier dans les affaires byzantines se place dans une montée en importance des Turcs ottomans dans les Balkans à partir de la seconde moitié du XIVe siècle. En 1371, les Ottomans, aidés d'autres émirats,réussirent à repousser les Serbes jusqu'aux rives du fleuve Maritsa. La victoire ottomane sur les Serbes au Kosovo en 1379 assura une prépondérance du jeune sultan Bayezid Ier, le successeur de Murad Ier, dans les Balkans. Bayezid Ier continua son implication dans les affaires byzantines et fit de la famille des Paléologues des vassaux importants de son règne : vers la fin du XIVe siècle, Jean V et Manuel II siégeant à Constantinople, Théodore Ier à Mistra et Jean VII à Selymbria comptèrent parmi les vassaux les plus importants de Bayezid Ier. Ceci causa le territoire byzantin à être séparé en deux sections empêchant ainsi à l'empire de constituer une opposition solide aux Turcs ottomans. Dans un tel contexte, le despotat de Morée réussit tout de même à se démarquer de manière admirable. En effet, l'indépendance relative du despotat face à Constantinople lui permit de se développer sans son intervention. Malgré tout, l'Empire ottoman garda un contrôle strict sur les désirs d'expansion des despotes.
Une autre force extérieure tirant avantage des instabilités internes de l'empire fut les Serbes menés par Étienne Douchan. Stefan Uroš Dušan, de son vrai nom, Étienne Douchan fut Basileus et Autokrator de Serbie. Il passa une grande partie de sa vie à Constantinople en exil avec son père Stefan III Děcanski : Étienne Douchan fut donc en contact avec la culture byzantine une grande partie de sa vie. Il retourna éventuellement dans l'Empire serbe où il devint roi junior de Zeta et se démarqua à la bataille de Velbužd en 1330: il déposa son père un an plus tard. La plupart des campagnes militaires de Douchan furent dans le but de conquérir les territoires byzantins au sud de la Serbie. Douchan mena une guerre contre Andronic III et prit Prilep, Ohrid ainsi que la région de Strymon. En 1334, il signa une trêve avec l'empereur stipulant que les terres conquises restaient sous autorité serbe. La guerre civile qui marqua l'empire donna une autre raison pour Doucahn de s'immiscer dans les affaires byzantines : il appuya Jean VI Cantacuzène dans ses revendications au trône impérial en 1342 et 1343. Par la suite, il changea d'allégeance et vint en aide à Jean V Paléologues à la suite de son succès contre des mercenaires turcs. Les conquêtes d'Étienne Douchan comprirent aussi Épire, l'Albanie et la Thessalie : l'autorité serbe s'étendit du golfe de Corinthe jusqu'au Danube ainsi que de la mer Adriatique jusqu'à la mer Égée. Étienne Douchan se nomma empereur des Serbes et des Romaioi en 1345 et fut officiellement couronné à Skopje en 1346. Les Serbes perdirent leur emprise sur le territoire qu'ils avaient conquis aux XIVe et XVe siècles après les avancées ottomanes. Les Serbes essuyèrent une première défaite en 1371 à Marica et leur échec à Kosovo Polje les réduisit à l'état de vassaux des Turcs ottomans. Il semble donc que la région au sud de l'Empire byzantin fut sujette aux revendications de forces extérieures importantes. Ainsi, le règne de Démétrios Cantacuzène en tant que despote de Morée se plaça dans un contexte de grande instabilité politique. Tout en étant impliqué dans le conflit entre les Cantacuzènes et Paléologues, Démétrios Cantacuzène dû aussi faire face aux Serbes et aux Ottomans.

## Le despote: les particularités du despotat de Morée
Le titre de despote fut un titre accordé à des membres de la famille impériale byzantine. Ce titre se situait au plus haut de la hiérarchie, juste en dessous du titre d'empereur lui-même. Comprendre les enjeux autour de ce titre permet de mieux cerner les enjeux autour du despotat de Morée ainsi que le règne de Démétrio Cantacuzène en tant que despote. Dans l'ensemble, le titre de despote n'est que nobiliaire : les individus recevant ce titre ne recevaient que les privilèges qui y éaient rattachés. Ainsi, le despote ne possédait aucune forme de pouvoir. Par contre, il était possible pour l'empereur d'accorder certaines charges à des despotes tels le commandement d'une armée, la gestion d'une province ou la charge d'une mission spéciale. Un second élément à considérer dans le titre de despote est que celui-ci n'était pas héréditaire : un individu devait recevoir ce titre de l'empereur afin de pouvoir profiter des privilèges qui y étaient rattachés. Le despote de Morée se démarque de cette description par l'autonomie qui lui fut accordée. L'empereur Jean VI Cantacuzène souhaita créer une forme de principauté dans le Péloponnèse. Celle-ci posséderait une autonomie administrative si celle-ci reconnaissait l'autorité de Constantinople. Manuel Cantacuzène fut nommé le premier despote de Morée. Son frère aîné, Mathieu Cantacuzème, reçut le titre de despote de l'empereur Jean V Paléologue. À sa mort en 1383, Démétrios Cantacuzène, le fils aîné de Mathieu Cantacuzène, eut le titre de despote de Morée. C'est avec Démétrios Cantacuzène que l'on commença à voir le désir d'indépendance face à Constantinople. La tentative d'indépendance faite par Démétrios Cantacuzène fut rapidement arrêtée par l'empereur Jean V Paléologue qui envoya son fils, Théodore Ier Paléologue, qui calma la rébellion en 1384. À partir de ce point, le despotat de Morée fut gouverné par la famille des Paléologues.

## Indépendance face à Constantinople: l'application des politiques byzantines dans le despotat de Morée
L'indépendance administrative qui fut accordée au despote de Morée sembla stimuler un désir d'indépendance de la part de celui-ci. Ce désir d'obtenir une plus grande autonomie face à Constantinople semble se placer dans un mouvement de pensée bien présent dans le Péloponnèse. Selon Alain Ducellier, il n'y eut aucune véritable principauté dans l'Empire byzantin de 1204. En revanche, il y eut, en Grèce et à Chypre, des tentatives de fonder des entités politiques autonomes. Ce mouvement fut favorisé par un esprit d'émancipation ainsi que la montée d'une nouvelle classe sociale aristocratique dans la région. En 1204, une séparation des territoires non conquis de l'empire mena à la création du despotat d'Épire, de l'empire de Nicée et de l'empire de Trébizonde. Ces trois nouveaux pouvoirs ne se constituèrent pas en principautés autonomes, chacun prétendant restaurer l'unité de la Grèce et de Chypre autour des territoires lui appartenant. Ce sentiment d'indépendance se maintint en Grèce durant le XIVe siècle. Suivant son couronnement en tant qu'empereur, Jean VI Cantacuzène rencontra une délégation moréote promettant de reconnaître son autorité à la condition qu'il maintienne les « archontes des villes » à leur poste. Cette entrevue entre l'empereur et les représentants moréotes fut lourde de signification car, ayant déjà perdu la Thessalie en 1342 en la reconnaissant comme étant autonome, Jean VI Cantacuzène ne voulait pas dégrader davantage son autorité. Alors que depuis 1347, son fils, Mathieu Cantacuzène, se constituait un État indépendant autour de Didymotique et d'Andrinople, l'empereur résolut de calmer les ardeurs sécessionnistes de la Morée en y nommant despote son autre fils, Manuel Cantacuzène, avec mission de ramener la Morée dans le giron de l'Empire. Cette tentative de reprise de contrôle échoua car l'installation au pouvoir du nouveau despote aboutit à un renforcement de l'autonomie moréote lorsque l'empereur Jean V Paléologue eut obtenu l'abdication, en 1357, de Mathieu Cantacuzène  du titre impérial. Jusqu'en 1382, Manuel et Mathieu Cantacuzène restèrent les seuls véritables dirigeants de la Morée, ne conservant que des liens théoriques de subordination envers Constantinople. Ainsi, afin d'assurer le contrôle sur le despotat de Morée, l'empereur se devait d'y envoyer un membre de sa famille, pourvus de larges pouvoirs, mais agissant sous le contrôle de Constantinople. Ce n'est qu'à partir de Théodore Ier Paléologue que l'empire et le despotat de Morée établirent une relation politique stable entre eux. Il semble donc que Démétrios Cantacuzène ne fut pas le seul à souhaiter l'autonomie de la Morée au sein de l'Empire byzantin. Démétrios Cantacuzène se plaça dans une pensée similaire à celle des Grecs de 1204 souhaitant une reconnaissance de leur autonomie.

## L'hellénisme du despotat de Morée: la culture grecque dans le Péloponnèse byzantin
Les tentatives d'indépendance du despotat de Morée semblèrent se placer dans une pensée bien présente en Grèce aux XIIIe et XIVe siècles. Mistra, considérée comme la capitale du despotat de Morée fut fondée à la suite de la quatrième croisade. À la suite du sac de Constantinople en 1204, plusieurs croisés se lancèrent dans le démantèlement de l'Empire byzantin et commencèrent à coloniser certains de ses territoires. C'est ainsi que Guillaume II de Villehardouin construit la première forteresse surplombant l'ancienne ville de Sparte : cette dite forteresse constitua les premiers fondements de la ville de Mistra. Selon monsieur Donald M. Nicol, Villehardouin ne fit pas de Mistra un bastion de la culture occidentale dans le Péloponnèse : il parlait un peu le grec et maria Anne, fille de Michael II despote d'Épire, qui était Grecque. Ainsi, la prise de pouvoir par les Francs dans le Péloponnèse fut déjà marquée par une certaine adoption de la culture grecque. En 1259, la défaite et capture de Guillaume de Villehardouin aux mains de l'empereur byzantin mit fin au règne franc sur la région. Villehardouin n'eut le droit de revenir au Lacédémone qu'en 1262 sous condition de céder ses châteaux de Mistra, de Monemvasia et de Mani : Mistra fut choisie par l'Empire byzantin comme capitale du despotat de Morée.
La croissance de Mistra se fit principalement sous le règne des Byzantins. Les ruines de Sparte furent graduellement abandonnées au profit d'une nouvelle ville à flanc de colline. Dans son ensemble, Mistra devint le centre de l'activité militaire, urbaine, administrative et ecclésiastique du Péloponnèse. Malgré le déclin de l'Empire byzantin durant les XIIIe et XIVe siècles, Mistra connut une croissance importante. Ce développement se fit principalement sous le règne de la famille Cantacuzène. Le règne de Manuel Cantacuzène fut marqué par plusieurs phases de développement de Mistra, et ce jusqu'à sa mort en 1380. Il fit construire l'église de Sainte-Sophie, surplombant le palais du despote, et fit plusieurs scriptoriums. Le but derrière ces infrastructures, selon Donald M. Nicol, fut de faire de Mistra un microcosme de Constantinople. Il semble que cet objectif, se plaçant dans une période où la capitale de l'empire fut sujette à de multiples attaques turques, fut en partie atteint. En effet, plusieurs savants, artistes et prêtres quittèrent la ville afin de trouver refuge à Mistra. Cette ville produisit plusieurs intellectuels importants : parmi ceux-ci, George Gemistos Plethon se démarqua du reste. Parmi ses collègues, Plethon fut l'un des rares intellectuels de Mistra appuyant la croyance que l'hellénisme était un élément central de la communauté grécophone. Selon lui, Mistra était le centre du Péloponnèse et se devait de ressusciter la culture hellène. La culture hellène sembla donc fort présente dans le despotat de Morée aux XIIIe et XIVe siècles. Il semble donc que Mistra, la capitale du despotat de Morée fut construite dans l'intention d'en faire une cité indépendante par rapport à Constantinople. Il est donc possible que le règne de Démétrios Cantacuzène fut influencé par des pensées déjà présentes dans le despotat de Morée.